# Roztržená opona
Roztržená opona (v anglickém originále Torn Curtain) je americký špionážní politický filmový thriller režiséra Alfreda Hitchcocka z roku 1966 s Paulem Newmanem a Julií Andrewsovou v hlavních rolích. Film, jehož scénář napsal Brian Moore, se odehrává v době studené války a pojednává o americkém vědci, který zřejmě zběhne za železnou oponu do Východního Německa. Hitchcockův dlouholetý spolupracovník Bernard Herrmann sice pro film složil hudbu, ale ta byla nakonec odmítnuta, což znamenalo konec jejich spolupráce, která trvala osm filmů. Autorem použité hudby je John Addison.
Roztržená opona byla ve Spojených státech uvedena do kin 14. července 1966. Film nebyl přijat kladně kritikou, která se vysmívala zápletce a tempu. Film s rozpočtem 3 miliony dolarů byl finančně úspěšný, celosvětově utržil 13 milionů dolarů.

## Děj
V roce 1965 cestuje americký fyzik a raketový vědec Michael Armstrong na konferenci do Kodaně se svou asistentkou a snoubenkou Sarah Shermanovou. V Kodani obdrží tajnou zprávu ukrytou v knize s instrukcemi kontaktovat síť π v případě nouze. Oznámí Sarah, že pokračuje do Stockholmu, ale ta zjistí, že letí do Východního Berlína, a následuje ho. Po příjezdu pochopí, že Armstrong přeběhl k východnímu bloku.
Ve skutečnosti je Armstrong dvojitý agent a jeho přeběhnutí má získat důvěru východoněmeckých vědců a zjistit jejich znalosti o protiraketových systémech. Plánuje návrat na Západ přes síť π, ale je sledován bezpečnostním důstojníkem Hermannem Gromekem. Když Gromek odhalí jeho tajemství, Armstrong a farmářova žena ho zabijí a zakopou jeho tělo i motorku. Řidič taxíku ho ale pozná v novinách a informuje policii.
Při návštěvě univerzity v Lipsku je Armstrong konfrontován kvůli Gromekově zmizení. Sarah je také vyslýchána o americkém raketovém programu, ale odmítne spolupracovat. Armstrong jí v tajnosti odhalí svůj skutečný plán a žádá ji, aby hrála svou roli.
Armstrong vyprovokuje profesora Lindta, aby v návalu hněvu prozradil své tajné rovnice. Když Lindt zjistí, že Armstrong a Sarah jsou hledáni, pochopí, že se nechal oklamat. Díky pomoci lékařky Dr. Kosky pár unikne do Východního Berlína.
Síť π jim pomáhá prchnout autobusem, ale policejní blokády a zásah sovětských dezertérů odhalí lest. V útěku jim pomůže polská hraběnka Kuczynska, která doufá, že ji Armstrong dostane do USA. Nakonec dostanou lístky do baletu, kde mají být propašováni do Švédska ukrytí v zavazadlech tanečníků.
Vedoucí baletka je pozná a upozorní policii. Armstrong a Sarah vyvolají paniku křikem o požáru a utečou. Skrytí v bednách s kostýmy jsou přepraveni na východoněmeckou loď. Když je baletka odhalí, strážci rozstřílejí prázdné bedny, zatímco Armstrong a Sherman už mezitím přeplavou k švédskému molu.